# Julia Scher
Julia Scher (* 9. März 1954 in Hollywood, Kalifornien) ist eine US-amerikanische Künstlerin.

## Leben und Werk
Scher studierte Malerei, Bildhauerei und Grafik an der Universität von Kalifornien (UCLA) in Los Angeles sowie an der Universität von Minnesota in Minneapolis. Von 2006 bis 2021 war sie Professorin für Medienkunst an der Kunsthochschule für Medien Köln.
Das Hauptthema Schers ist die zunehmende Überwachung in der modernen Gesellschaft durch elektronische Medien wie Sprechanlagen, Videokameras und das Internet. In einer Ausstellung im Kunstverein in Hamburg installierte sie beispielsweise Überwachungskameras auf der Herrentoilette. Dabei bleibt Schers Auseinandersetzung mit der Überwachung ambivalent: Neben der Bedrohung durch technische Systeme rückt sie immer wieder die Faszination mit diesen Objekten sowie den paradoxen Wunsch der Menschen danach, überwacht zu werden, in den Fokus.
2023 zeigte sie ihre kritischen Szenarien zur kontrollierten Gesellschaft und zur Kunst der Intervention in der Ausstellung Julia Scher. Hochsicherheitsgesellschaft in Mönchengladbach. Im Nachgang zum Postminimalismus geht der Titel ihrer Schau auf den amerikanischen Soziologen Gary T. Marx zurück, der unterschiedliche Stadien für eine Maximum Security Society definierte.

## Ausstellungen
- 1989–1990: Occupational Placement: (O.P.), Wexner Center for the Arts, Columbus, Ohio
- 1994: Don't Worry, Kölnischer Kunstverein, Köln
- 1996: Fri Art - Centre d'art contemporain,  Fribourg, Schweiz
- 1998: Predictive Engineering II, San Francisco Museum of Modern Art, San Francisco, Kalifornien
- 1998: wonderland, Andrea Rosen Gallery, New York, New York
- 2023: Julia Scher. Hochsicherheitsgesellschaft. Museum Abteiberg, Mönchengladbach

## Stipendien und Auszeichnungen
- 1992 National Endowment for the Arts with Hallwalls, Buffalo, New York.
- 1993, 1989 und 1988: Art Matters Inc.
- 1996: Bunting Fellowship an der Radcliffe/Harvard University, Cambridge
- 2005: Fellowship der John F. Salomon Guggenheim Foundation
- 2024 Kunstpreis Finkenwerder[2]